# Lijst van diskjockeys op 100%NL
Dit is een lijst met de huidige en voormalige diskjockeys van het Nederlandse commerciële radiostation 100%NL.
Legenda
-  = Actieve diskjockeys zijn voorzien van een gekleurd blokje.
- Jaartallen betreffen alleen dj-werk (geen werk als sidekick of productie).

## B
|  | Naam              | Periode(s) | Opmerkingen |
|  | ----------------- | ---------- | ----------- |
|  | Colin Banks       | 2010–      |             |
|  | Marcel Barendse   |            |             |
|  | Michael Blijleven | 2017–      |             |
|  | Lars Boele        |            |             |

## C
|  | Naam           | Periode(s) | Opmerkingen |
|  | -------------- | ---------- | ----------- |
|  | Eline la Croix |            |             |

## D
|  | Naam               | Periode(s) | Opmerkingen |
|  | ------------------ | ---------- | ----------- |
|  | Daphne Deckers     |            |             |
|  | Nienke Disco       |            |             |
|  | Dave Donkervoort   |            |             |
|  | Wendy Duivenvoorde |            |             |

## E
|  | Naam               | Periode(s) | Opmerkingen |
|  | ------------------ | ---------- | ----------- |
|  | Thomas van Empelen | 2018–      |             |

## F
|  | Naam          | Periode(s) | Opmerkingen |
|  | ------------- | ---------- | ----------- |
|  | Robert Feller |            |             |

## G
|  | Naam          | Periode(s) | Opmerkingen |
|  | ------------- | ---------- | ----------- |
|  | Lex Gaarthuis |            |             |
|  | Myrna Goossen |            |             |

## H
|  | Naam                 | Periode(s) | Opmerkingen |
|  | -------------------- | ---------- | ----------- |
|  | Koen Hansen          | 2015–      |             |
|  | Elsemieke Havenga    |            |             |
|  | Giorgio Hokstam      | 2022–      |             |
|  | Koen van Huijgevoort |            |             |
|  | Chantal Hutten       | 2018–2020  |             |

## J
|  | Naam           | Periode(s) | Opmerkingen |
|  | -------------- | ---------- | ----------- |
|  | Stephan Jacobs | 2018–      |             |
|  | Tanja Jess     |            |             |

## K
|  | Naam          | Periode(s) | Opmerkingen |
|  | ------------- | ---------- | ----------- |
|  | Timo Kamst    | 2023–      |             |
|  | Marjon Keller |            |             |

## L
|  | Naam             | Periode(s)           | Opmerkingen |
|  | ---------------- | -------------------- | ----------- |
|  | Martijn La Grouw | 2014–2015, 2019–2023 |             |
|  | Bert van Lent    |                      |             |

## M
|  | Naam          | Periode(s) | Opmerkingen |
|  | ------------- | ---------- | ----------- |
|  | Casper Meijer |            |             |

## P
|  | Naam        | Periode(s) | Opmerkingen |
|  | ----------- | ---------- | ----------- |
|  | Barry Paf   | 2018–      |             |
|  | Jeroen Post |            |             |

## R
|  | Naam             | Periode(s)     | Opmerkingen |
|  | ---------------- | -------------- | ----------- |
|  | Rutger Radstaake | 2021– invaller |             |
|  | Erik van Roekel  | 2021–          |             |

## S
|  | Naam               | Periode(s) | Opmerkingen |
|  | ------------------ | ---------- | ----------- |
|  | Antoine van Schie  |            |             |
|  | Albert-Jan Sluis   |            |             |
|  | Roland Snoeijer    |            |             |
|  | Rob van Someren    | 2024–      |             |
|  | Joost van der Stel |            |             |

## V
|  | Naam               | Periode(s) | Opmerkingen |
|  | ------------------ | ---------- | ----------- |
|  | Jan van Veen       |            |             |
|  | Niels van der Veen | 2020–2022  |             |
|  | Sander Versluys    |            |             |
|  | Herbert Visser     |            |             |
|  | Jasper de Vries    |            |             |

## W
|  | Naam             | Periode(s) | Opmerkingen |
|  | ---------------- | ---------- | ----------- |
|  | Nienke Westerhof |            |             |
|  | Simone Wijnands  |            |             |